# Ugoda (województwo kujawsko-pomorskie)
Ugoda (niem. Frieddorf) – wieś w Polsce położona w województwie kujawsko-pomorskim, w powiecie bydgoskim, w gminie Sicienko.

## Podział administracyjny
W latach 1975–1998 miejscowość należała województwa bydgoskiego.

## Demografia
Według Narodowego Spisu Powszechnego (III 2011 r.) miejscowość liczyła 324 mieszkańców. Jest trzynastą co do wielkości miejscowością gminy Sicienko.